# Genioliparis
Genioliparis is een geslacht van straalvinnige vissen uit de familie van de slakdolven (Liparidae).

## Soorten
- Genioliparis ferox (Stein, 1978)
- Genioliparis kafanovi Balushkin & Voskoboinikova, 2008
- Genioliparis lindbergi Andriashev & Neyelov, 1976